# Beschichtungsrinne

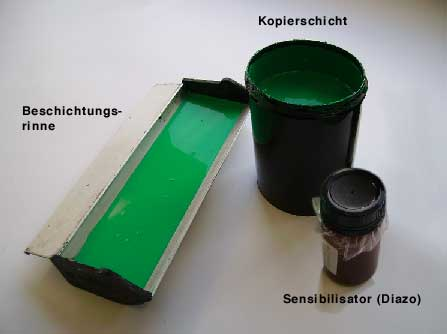
Kopierschicht, Beschichtungsrinne

Eine Beschichtungsrinne dient zum gleichmäßigen Auftragen einer Flüssigkeit. Beispielsweise wird sie beim Siebdruck zum Auftragen der Beschichtungsemulsion auf ein Sieb verwendet. Beschichtungsrinnen sind meist aus Aluminium oder Edelstahl. Dabei ist darauf zu achten, dass die Kante an der die Emulsion die Rinne zum Auftragen verlässt, in einwandfreiem Zustand ist, also keine Verschmutzung oder Abnutzung aufweist. Nach Benutzung muss die Beschichtungsrinne sorgsam gereinigt werden.